# Tessenderlo
Tessenderlo (IPA: /təˈsɛndərˌloː/) is een plaats en voormalige gemeente in de Belgische provincie Limburg. De gemeente telt ruim 19.000 inwoners. Tessenderlo behoorde tot het kieskanton en het gerechtelijk kanton Beringen. Historisch was het deel van de Limburgse Kempen, bodemkundig en volkskundig behoort het tot de Zuiderkempen.
Vanaf 1 januari 2025 gingen Tessenderlo en Ham samen verder met de fusienaam Tessenderlo-Ham.

## Toponymie
De plaatsnaam werd voor het eerst vermeld in 1135 als Tessenderloz.
Een vroegere interpretatie was de samentrekking van Taxandria (de Kempen in de Romeinse tijd) en het Latijnse locus of plaats. Tegenwoordig wordt de naam verklaard als: "(de open plaats in) het bos van de Taxandriërs". Plaatselijk spreekt men van "Looi" (in het Loois dialect uitgesproken als Loeëj) en de inwoners van deze gemeente worden "Looienaars" genoemd.

## Geschiedenis
Tessenderlo was de eerste parochie waarvan de in 1134 gestichte abdij van Averbode het patronaatsrecht bezat. Dit werd verkregen in 1135. Hoewel tegenwoordig gelegen in Vlaams-Brabant, werd deze abdij door graaf Arnold II van Loon gesticht op de grens van het graafschap Loon en het hertogdom Brabant. Dit is de reden dat de huidige grens van de provincie Limburg hier een grillig verloop vertoont en diep inspringt tussen de provincies Vlaams-Brabant en Antwerpen. Men spreekt wel van de neus van Limburg.
In 1889 vestigden de Broeders van Liefde zich te Tessenderlo in het Huis Heilig Hart. Zij stichtten diverse onderwijsinstituten. Een van de bekendste broeders was schrijver en historicus Victor Van Meerbeeck, alias Broeder Max.
In 1892 vestigde zich de Exploitation des Procédés Raynaud, deel van het huidige Tessenderlo Chemie, ten oosten van de plaats. Dit bedrijf vervaardigde aanvankelijk natriumsulfaat en zoutzuur ten behoeve van de vervaardiging van glas, papier en wasmiddelen. In 1942 vond hier een ontploffing plaats, waarbij honderden mensen het leven verloren of gewond raakten, zie hieronder. Na de Tweede Wereldoorlog groeide het bedrijf uit tot een groot concern met vele vestigingen. Ook langs het naburige Albertkanaal verrezen vestigingen van dit concern.
Door dit alles groeide Tessenderlo uit van een plattelands- tot een verstedelijkte industriegemeente.

### Ramp van Tessenderlo
Een zwarte bladzijde in de geschiedenis van Tessenderlo is de ramp van Tessenderlo waarbij vele slachtoffers vielen. Op het einde van de 19e eeuw vestigde het chemisch bedrijf "Produits Chimiques de Tessenderloo" (PCT, nu Tessenderlo Chemie (TC)) zich in Tessenderlo. Op 29 april 1942 vond er een zware ontploffing plaats in het bedrijf waardoor de hele fabriek en de ruime omgeving verwoest werden. De Duitse bezetter vermoedde sabotage, maar de oorzaak was hoogstwaarschijnlijk een tragisch bedrijfsongeval, waarbij arbeiders tegen de regels in probeerden brokken ammoniumnitraat met dynamiet los te maken, net als bij de explosie in Oppau in 1921.
Doordat het bedrijf vlak bij het centrum en kort bij het Technisch Heilig-Hartinstituut lag, was de impact enorm: naast grote materiële schade vielen er 189 doden en meer dan 900 gewonden te betreuren. Na een controversiële enquête bij de buurtbewoners, van wie de meesten werknemers waren bij PCT, of middenstanders die van de klandizie van de werknemers leefden, werd de nieuwe fabriek - tegen de wil van de meerderheid van de bewoners en het gemeentebestuur, maar onder druk van de Bestendige Deputatie van de Provincie Limburg - op dezelfde plaats herbouwd, in plaats van op de nieuwe industriezone aan het Albertkanaal, ver van de bewoonde zone.

## Geografie

### Kernen
Naast het centrum heeft de gemeente nog vier gehuchten die uitgegroeid zijn tot volwaardige parochies: Hulst, Schoot, Engsbergen en Berg.
| #   | Naam       | Oppervlakte (km²) | Bevolking (31-12-2020) | Bevolking (31-12-2017) | Bevolking (31-12-2016) | Bevolking (31-12-2009) | Bevolking (31-12-2013) |
| --- | ---------- | ----------------- | ---------------------- | ---------------------- | ---------------------- | ---------------------- | ---------------------- |
| I   | Centrum    |                   | 8.013                  | 7.999                  | 7.887                  | 7.857                  | 7.467                  |
| II  | Hulst      |                   | 4.177                  | 4.054                  | 3.996                  | 3.988                  | 3.815                  |
| III | Engsbergen |                   | 2.691                  | 2.710                  | 2.696                  | 2.729                  | 2.619                  |
| IV  | Schoot     |                   | 2.385                  | 2.337                  | 2.332                  | 2.292                  | 2.198                  |
| V   | Berg       |                   | 1.612                  | 1.630                  | 1.606                  | 1.650                  | 1.532                  |

Bron: Gemeente Tessenderlo

## Bezienswaardigheden
- De Sint-Martinuskerk (14e-15e eeuw) met gotisch doksaal uit de 16e eeuw, aan de Markt.
- Enkele classicistische en neoclassicistische herenhuizen aan de Markt, waaronder de dekenij of Witherenpastorie aan Markt 21.
- De Oude Molen, een standerdmolen waarvan de geschiedenis teruggaat tot 1301.
- Museum De Kelder, een heemkundige verzameling in de kelder van het Stadhuis aan de markt.
- De Tiendenschuur, aan Schoterweg 96.
- LOMAK, een klein museum
- Het Bosmuseum Gerhagen, museumcollectie van lokale fauna.
- De VVV-Toren in natuurgebied Gerhagen, een panoramische toren op een landduin.

## Natuur en landschap
Ten noorden van Tessenderlo loopt de Grote Laak, terwijl zich in het zuiden een reeks getuigenheuvels uitstrekt, met name de Houterenberg en de Rodenberg. Hier weer ten zuiden van stroomt de Winterbeek met haar bijbeken zoals de Grote Beek en de Kleine Beek. Al deze elementen strekken zich uit van oost naar west. Belangrijke natuurgebieden zijn ook Gerhagen en Asdonk, dat zich voornamelijk uitstrekt in de aangrenzende gemeente Diest.

## Demografie

### Demografische evolutie
- Bronnen:NIS, Opm:1831 tot en met 1981=volkstellingen; 1990 en later= inwonertal op 1 januari

| Inwoners van jaar tot jaar op 1 januari 1992 tot heden | Inwoners van jaar tot jaar op 1 januari 1992 tot heden | Inwoners van jaar tot jaar op 1 januari 1992 tot heden |
| jaar                                                   | Aantal                                                 | Evolutie: 1992=index 100                               |
| ------------------------------------------------------ | ------------------------------------------------------ | ------------------------------------------------------ |
| 1992                                                   | 14.566                                                 | 100,0                                                  |
| 1993                                                   | 14.696                                                 | 100,9                                                  |
| 1994                                                   | 14.857                                                 | 102,0                                                  |
| 1995                                                   | 14.931                                                 | 102,5                                                  |
| 1996                                                   | 15.010                                                 | 103,0                                                  |
| 1997                                                   | 15.201                                                 | 104,4                                                  |
| 1998                                                   | 15.352                                                 | 105,4                                                  |
| 1999                                                   | 15.512                                                 | 106,5                                                  |
| 2000                                                   | 15.819                                                 | 108,6                                                  |
| 2001                                                   | 16.009                                                 | 109,9                                                  |
| 2002                                                   | 16.206                                                 | 111,3                                                  |
| 2003                                                   | 16.331                                                 | 112,1                                                  |
| 2004                                                   | 16.428                                                 | 112,8                                                  |
| 2005                                                   | 16.648                                                 | 114,3                                                  |
| 2006                                                   | 16.811                                                 | 115,4                                                  |
| 2007                                                   | 16.999                                                 | 116,7                                                  |
| 2008                                                   | 17.231                                                 | 118,3                                                  |
| 2009                                                   | 17.458                                                 | 119,9                                                  |
| 2010                                                   | 17.685                                                 | 121,4                                                  |
| 2011                                                   | 17.942                                                 | 123,2                                                  |
| 2012                                                   | 18.107                                                 | 124,3                                                  |
| 2013                                                   | 18.242                                                 | 125,2                                                  |
| 2014                                                   | 18.205                                                 | 125,0                                                  |
| 2015                                                   | 18.334                                                 | 125,9                                                  |
| 2016                                                   | 18.403                                                 | 126,3                                                  |
| 2017                                                   | 18.517                                                 | 127,1                                                  |
| 2018                                                   | 18.514                                                 | 127,1                                                  |
| 2019                                                   | 18.613                                                 | 127,8                                                  |
| 2020                                                   | 18.727                                                 | 128,6                                                  |
| 2021                                                   | 18.881                                                 | 129,6                                                  |
| 2022                                                   | 18.884                                                 | 129,6                                                  |
| 2023                                                   | 18.838                                                 | 129,3                                                  |
| 2024                                                   | 19.011                                                 | 130,5                                                  |

## Politiek

### Structuur
De gemeente Tessenderlo ligt in het kieskanton Beringen (dewelke hetzelfde is als het provinciedistrict Beringen), het kiesarrondissement Hasselt-Tongeren-Maaseik (identiek aan de kieskring Limburg).
| Tessenderlo      | Tessenderlo      | Supranationaal         | Nationaal                         | Nationaal          | Gemeenschap       | Gewest            | Provincie         | Arrondissement           | Provinciedistrict | Kanton          | Gemeente        |
| ---------------- | ---------------- | ---------------------- | --------------------------------- | ------------------ | ----------------- | ----------------- | ----------------- | ------------------------ | ----------------- | --------------- | --------------- |
| Administratief   | Niveau           | Europese Unie          | België                            | België             | Vlaanderen        | Vlaanderen        | Limburg           | Hasselt                  | Hasselt           | Hasselt         | Tessenderlo     |
| Administratief   | Bestuur          | Europese Commissie     | Belgische regering                | Belgische regering | Vlaamse regering  | Vlaamse regering  | Deputatie         | Deputatie                | Deputatie         | Deputatie       | Gemeentebestuur |
| Administratief   | Raad             | Europees Parlement     | Kamer van volksvertegenwoordigers | Vlaams Parlement   | Vlaams Parlement  | Vlaams Parlement  | Provincieraad     | Provincieraad            | Provincieraad     | Provincieraad   | Gemeenteraad    |
| Kiesomschrijving | Kiesomschrijving | Nederlands Kiescollege | Kieskring Limburg                 | Kieskring Limburg  | Kieskring Limburg | Kieskring Limburg | Kieskring Limburg | Hasselt-Tongeren-Maaseik | Beringen          | Beringen        | Tessenderlo     |
| Verkiezing       | Verkiezing       | Europese               | Federale                          | Federale           | Vlaamse           | Vlaamse           | Provincieraads-   | Provincieraads-          | Provincieraads-   | Provincieraads- | Gemeenteraads-  |

### Geschiedenis

#### Lijst van burgemeesters
| Periode | Periode     | Naam burgemeester                       |
| ------- | ----------- | --------------------------------------- |
|         | 1801 - 1805 | Joseph Mannay                           |
|         | 1806 - 1808 | Jean François Clerckx                   |
|         | 1808 - 1830 | Martin Daems                            |
|         | 1830 - 1836 | Jean François Mertens                   |
|         | 1836 - 1876 | François Laurent Deleeuw                |
|         | 1876 - 1889 | Jan Baptiste Schoonbroodt               |
|         | 1889 - 1916 | Pieter Lodewijk Janssen                 |
|         | 1916 - 1935 | Louis Ooms (Kath. Partij)               |
|         | 1935 - 1944 | Paul Clerckx (UCB)                      |
|         | 1944        | Antoon Ariën (oorlogsburgemeester, VNV) |
|         | 1944 - 1970 | Paul Clerckx (CVP)                      |
|         | 1970 - 1976 | Maurice Persoons (CVP)                  |
|         | 1977 - 1983 | Frans Lievesoens (CVP)                  |
|         | 1983 - 1995 | Emiel Meeus (CVP)                       |
|         | 1995 - 2009 | Jan Verheyden (SP / sp.a)               |
|         | 2009 - 2021 | Alfons Verwimp (sp.a)                   |
|         | 2022-heden  | Karolien Eens (Vooruit)                 |

#### Legislatuur 2019-2024
Burgemeester was eerst Alfons Verwimp (sp.a-SPiL), die op 1 januari 2022 werd opgevolgd door zijn partijgenote Karolien Eens. Beiden leidden een coalitie bestaande uit sp.a-SPiL en CD&V. Samen vormen ze de meerderheid met 15 op 25 zetels.

#### Resultaten gemeenteraadsverkiezingen van 1976 tot en met 2018
| Partij of kartel     | Partij of kartel                | 10-10-1976 | 10-10-1976 | 10-10-1982 | 10-10-1982 | 9-10-1988 | 9-10-1988 | 9-10-1994 | 9-10-1994 | 8-10-2000 | 8-10-2000 | 8-10-2006 | 8-10-2006 | 14-10-2012 | 14-10-2012 | 14-10-2018 | 14-10-2018 |
| Stemmen / Zetels     | Stemmen / Zetels                | %          | 21         | %          | 23         | %         | 23        | %         | 23        | %         | 25        | %         | 25        | %          | 25         | %          | 25         |
| -------------------- | ------------------------------- | ---------- | ---------- | ---------- | ---------- | --------- | --------- | --------- | --------- | --------- | --------- | --------- | --------- | ---------- | ---------- | ---------- | ---------- |
|                      | CVP1 / VKD2 / CD&V3             | 50,161     | 12         | 23,781     | 6          | 21,211    | 5         | 20,592    | ?         | 20,941    | 6         | 30,843    | 8         | 26,973     | 7          | 21,73      | 6          |
|                      | PVV1 / VLD2 / Open Vld3         | 12,41      | 2          | 14,521     | 3          | 14,131    | 3         | 17,692    | ?         | 17,642    | 5         | 20,132    | 5         | 11,363     | 2          | 10,73      | 2          |
|                      | SP1 / sp.a-spirit2 / sp.a-SPiL3 | 17,21      | 3          | 23,261     | 5          | 25,071    | 6         | 25,051    | ?         | 25,851    | 8         | 33,802    | 9         | 34,363     | 10         | 29,33      | 9          |
|                      | VU1 / VU&ID2 / N-VA3            | -          |            | -          |            | 10,011    | 2         | -         |           | 12,72     | 3         | -         |           | 20,213     | 5          | 18,03      | 5          |
|                      | Agalev1 / Groen2                | -          |            | -          |            | 6,541     | 1         | 5,861     | ?         | 5,11      | 0         | -         |           | -          |            | 8,82       | 1          |
|                      | Looi.nu                         | -          |            | -          |            | -         |           | -         |           | -         |           | -         |           | -          |            | 11,5       | 2          |
|                      | Vlaams Blok1 / Vlaams Belang2   | -          |            | -          |            | -         |           | 6,141     | ?         | 10,131    | 2         | 15,242    | 3         | 7,102      | 1          | -          |            |
|                      | L.C.D.                          | -          |            | -          |            | -         |           | -         |           | 7,64      | 1         | -         |           | -          |            | -          |            |
|                      | KDG                             | -          |            | 23,79      | 6          | 23,04     | 6         | 23,12     | ?         | -         |           | -         |           | -          |            | -          |            |
|                      | LEF                             | -          |            | -          |            | -         |           | 1,55      | 0         | -         |           | -         |           | -          |            | -          |            |
|                      | VB                              | 20,25      | 4          | 14,64      | 3          | -         |           | -         |           | -         |           | -         |           | -          |            | -          |            |
| Totaal stemmen       | Totaal stemmen                  | 8399       | 8399       | 9667       | 9667       | 10355     | 10355     | 10915     | 10915     | 11906     | 11906     | 12252     | 12252     | 12775      | 12775      | 13624      | 13624      |
| Opkomst %            | Opkomst %                       |            |            |            |            | 97,31     | 97,31     | 95,86     | 95,86     | 95,68     | 95,68     | 95,98     | 95,98     | 92,92      | 92,92      | 93,3       | 93,3       |
| Blanco en ongeldig % | Blanco en ongeldig %            | 3,96       | 3,96       | 4,78       | 4,78       | 4,71      | 4,71      | 4,96      | 4,96      | 3,94      | 3,94      | 4,56      | 4,56      | 3,37       | 3,37       | 5,2        | 5,2        |

De rode cijfers naast de gegevens duiden aan onder welke naam de partijen telkens bij een verkiezing opkwamen.

De zetels van de gevormde meerderheid staan vetjes afgedrukt. De grootste partij staat in kleur.

Zie voor de resultaten in 2024 en later op Tessenderlo-Ham.

## Cultuur

### Evenementen
- De wekelijkse markt vindt elke maandagvoormiddag plaats op de Markt en de Kerkstraat.
- Looi feest: kermis, braderij, animatie, stratenloop in het tweede weekend van juli
- Samen voor Hoop: jaarlijks gemeenschapsevenement tijdens het laatste weekend van september. Men kan er wandelen, lopen of gewoon genieten van de talrijke optredens. De opbrengst ervan gaat integraal naar kankeronderzoek.

## Dialect
Het dialect van Tessenderlo rekent men tot de Zuiderkempense dialecten. Tessenderlo vormt samen met Kwaadmechelen, Leopoldsburg, Kerkhoven en Lommel een uitzondering wat dialect betreft binnen Limburg. De dialecten van deze plaatsen zijn Brabantse dialecten. Een belangrijke isoglosse (grenslijn van een taalkenmerk) loopt tussen Tessenderlo en Beringen door. Het gaat om de Uerdingerlijn waar Tessenderlo ten westen van ligt, aan de Brabantse kant met de(Brabantse) dialectvormen "ik-mae/mè-èjef-aeve..." voor het Nederlandse "ik-mij-u-uwe...". Beringen ligt ten oosten van de Uerdingerlijn met de (Limburgse) dialectvormen "ich-mich-oech-oere..." (de Limburgse vormen zijn door de vorming van de Nederlandse standaardtaal sterk bedreigd in hun voortbestaan).

## Mobiliteit
De industriegebieden in het oosten van de gemeente worden ontsloten via de weg, het spoor en het water. Door het oosten van de gemeente loopt de autosnelweg A13/E313 die er een op- en afrit heeft. Op spoorlijn 17 staat het goederenstation Tessenderlo en door het uiterste oosten van de gemeente loopt het Albertkanaal.

## Economie
Tessenderlo maakt deel uit van het Economisch Netwerk Albertkanaal.

## Sport
- Voetbalclub KVV Looi Sport Tessenderlo speelde in de 20ste eeuw vier decennia in de nationale voetbalreeksen, maar die club verdween in 1997. In het begin van de 21ste eeuw bereikte KVV Thes Sport Tessenderlo voor het eerst de nationale reeksen.
- Basketbalclub Optima BBC Tessenderlo.
- Ruiter- en ponyclub Schoot-Tessenderlo, opgericht in 1977, behoort tot de Landelijke Rijverenigingen (L.R.V.).
- Manege: 't Zavelhof (Sinds 1972)
- Vollybalclub: Tesvoc
- Liefhebbersvoetbalploegen: onder andere Torma Engsbergen , FC Belta Schoot
- Atletiekclub: Looise Atletiekvereniging
- Judoclub: Judoschool Tessenderlo (Sinds 1972)
- badmintonclub: looise bc
- Zwemclub: TesSwim
- Balletschool: looise balletfabriek
- Handbalclub: Hannibal Tessenderlo

## Bekende personen geboren in Tessenderlo
- Gerard Steurs (1901-1961), atleet
- Emiel Meeus (1929-2022), politicus
- Louis Verbeeck (1932-2017), schrijver en presentator
- Bob Verbeeck (1960), atleet
- Viv Van Dingenen (1965), actrice
- Kate Ryan (1980), zangeres (artiestennaam van Katrien Verbeeck)
- Yannick Thoelen (1990), voetballer
- Quinten Hermans (1995), Veldrijder/ Wielrenner

## Nabijgelegen kernen
Genendijk, Meerlaar, Engsbergen, Deurne, Schoot, Hulst
Deelgemeenten: Kwaadmechelen · Oostham · Tessenderlo

Overige kernen: Berg · Engsbergen · Genebos · Genendijk · Hulst · Schoot

Belgische gemeenten · Arrondissement Hasselt · Limburg · Vlaanderen